# Dirphia albescens
Dirphia albescens is een vlinder uit de onderfamilie Hemileucinae van de familie nachtpauwogen (Saturniidae).
De wetenschappelijke naam van de soort is voor het eerst geldig gepubliceerd door Ronald Brechlin & Frank Meister in 2008.

## Type
- holotype: "male, 25.VIII.-20.IX.2005"
- instituut: MWM, München, Duitsland en wordt later ondergebracht in de ZSM, München, Duitsland
- typelocatie: "Peru, Pasco, area Villa Rica, 700 m"